# دینگن (دیمارشن)
دینگن (به آلمانی: Dingen) یک شهر  در آلمان است که در دیمارشن واقع شده‌است. دینگن ۷۱۵ نفر جمعیت دارد.